# 楊鴻勳 (光緒進士)
楊鴻勳（？—？），字儀卿，更名文勛，貴州省貴陽府貴築縣人，清朝政治人物、進士出身。
光緒二十年（1894年）太后六旬甲午恩科進士，三甲一百五十七名，同年五月，授内阁中书。